# Луч (городской округ Богданович)
Луч — посёлок в городском округе Богданович Свердловской области. Управляется Троицким сельским советом. До 22 ноября 1966 года назывался поселок подсобного хозяйства откормочного совхоза.

## География
Посёлок Луч расположен в лесостепи на водоразделе рек Пышмы и Исети, в 17 километрах на юго-запад от административного центра округа — города Богдановича
Часовой пояс
Луч, как и вся Свердловская область, находится в часовой зоне МСК+2. Смещение применяемого времени относительно UTC составляет +5:00.

## История
В 1966 г. Указом Президиума ВС РСФСР поселок подсобного хозяйства откормочного совхоза переименован в Луч.

## Население
| 2002 | 2010 | 2021 |
| ---- | ---- | ---- |
| 33   | ↘28  | ↘10  |